# 西宮市立高須中学校
西宮市立高須中学校（にしのみやしりつ たかすちゅうがっこう）は、兵庫県西宮市高須町にある公立中学校。

## 沿革
- 1986年（昭和61年）4月1日 - 西宮市立高須中学校創立。

## 部活動
- 吹奏楽部
- 美術部
- 駅伝部

-連携校型部活動-
･バスケットボール部
･陸上競技部
･バレーボール部
･水泳部
･女子ソフトテニス部
･硬式野球部

## 校区
- 西宮市立高須西小学校

## 通学区域が隣接している学校
- 西宮市立真砂中学校 （海を挟んで隣接。）
- 西宮市立浜甲子園中学校
- 西宮市立鳴尾南中学校
- 尼崎市立大庄中学校